# Futbol als Jocs Olímpics d'estiu de 1992

El futbol als Jocs de Barcelona 1992 fou per vintena edició esport olímpic. Tan sols va faltar a 1896 i 1932. Va disputar-se entre el 24 de juliol, essent la primera a començar, i el 8 d'agost de 1992. Va ser la competició disputada a més ciutats diferents, utilitzant-se els estadis de la Nova Creu Alta a Sabadell, la Romareda a Saragossa, el Luis Casanova a València i Sarrià i el Camp Nou a Barcelona.

## Resum de medalles
La competició de futbol de Barcelona 1992 va sofrir una radical transformació respecte als de Los Angeles i Seül: l'edat màxima dels participants va quedar reduïda a vint-i-dos anys. Això va provocar una davallada prou destacable en el nivell dels jugadors. En les edicions anteriors es va veure a Romário, Bebeto, Dunga, Dragan Stojković, Igor Dobrovolski o Jürgen Klinsmann, que immediatament van convertir-se, o ja eren, jugadors d'elit. Als Jocs de Barcelona tan sols jugadors amb un futur prometedor. Tot això va traduir-se en un interés i unes xifres d'assistència molt baixes. Si a Seül va haver-hi en total més de 700.000 espectadors, a les distintes seus de 1992 van superar per poc els 400.000, dels quals quasi la meitat foren a veure un partit de la selecció espanyola.
En l'aspecte purament esportiu, la nova normativa feia el desenllaç el torneig fora una incògnita. A l'hora de la veritat, Espanya i Polònia van arribar amb tot mereixement a la final. Els locals, que no van encaixar cap gol fins a l'últim partit, guanyaren finalment la medalla d'or, mentre que els polonesos, amb una mitjana de tres gols per partit abans d'aquell partit, s'endugueren la seva tercera medalla en futbol. Ghana, llavors campiona del món sub-17, fou bronze enfront de la sorprenent Austràlia, igualment semifinalista al mundial sub-20.
| Competició | Or            | Plata         | Bronze      |
| Homes      | Espanya (ESP) | Polònia (POL) | Ghana (GHA) |

| Posició           | CON     | Membres |
| ----------------- | ------- | --- |
| Medalla d'or      | Espanya | 1-Santiago Cañizares, 2-Albert Ferrer, 3-Mikel Lasa, 4-Roberto Solozábal, 5-Juan Manuel López, 6-David Villabona, 7-José Emilio Amavisca, 8-Luis Enrique Martínez, 9-Josep Guardiola i Sala, 10-Abelardo Fernández, 11-Javier Manjarín, 12-Francisco Veza, 13-Antoni Jiménez, 14-Gabriel Vidal, 15-Francisco Soler, 16-Miguel Hernández, 17-Rafael Berges, 18-Antoni Pinilla, 19-Kiko Narváez, 20-Alfonso Pérez     |
| Medalla de plata  | Polònia | 1-Aleksander Kłak, 2-Marcin Jałocha, 3-Tomasz Łapiński, 4-Marek Koźmiński, 5-Tomasz Wałdoch, 6-Dariusz Gęsior, 7-Piotr Świerczewski, 8-Dariusz Adamczuk, 9-Grzegorz Mielcarski, 10-Jerzy Brzęczek, 11-Andrzej Juskowiak, 12-Arkadiusz Onyszko, 13-Ryszard Staniek, 14-Marek Bajor, 15-Andrzej Kobylański, 16-Mirosław Waligóra, 17-Dariusz Szubert, 18-Tomasz Wieszczycki, 19-Dariusz Kosela, 20-Wojciech Kowalczyk |
| Medalla de bronze | Ghana   | 1-Anthony Mensah, 2-Frank Amankwah, 3-Isaac Asare, 4-Mohammed Gargo, 5-Joachim Acheampong, 6-Alex Nyarko, 7-Oli Rahman, 8-Nii Lamptey, 9-Kwame Ayew, 10-Shamo Quaye, 11-Samuel Kumah, 12-Samuel Kuffour, 13-Sammi Adjei, 14-Mohammed Kalilu, 15-Bernard Aryee, 16-Simon Addo, 17-Maxwell Konadu, 18-Yaw Preko, 19-Mamood Amadu, 20-Ibrahim Dossey                                                                   |

## Medaller
| Pos. | Comitè Olímpic | Or | Plata | Bronze | Total |
| 1    | Espanya (ESP)  | 1  | 0     | 0      | 1     |
| 2    | Polònia (POL)  | 0  | 1     | 0      | 1     |
| 3    | Ghana (GHA)    | 0  | 0     | 1      | 1     |

## Comitès participants
El nombre de participants i la seva procedència no va canviar respecte a la cita de Seül: 5 representants de la UEFA (incloent-hi a l'equip local), 3 per a la Confederació Asiàtica de Futbol i la CAF, 2 per a la CONMEBOL i la CONCACAF i 1 per a la OFC. La nova norma dels jugadors menors de 23 va ser aprofitada per la UEFA per a fer coincidir la fase de classificació i el Campionat Europeu sub-21. En principi, els quatre semifinalistes havien d'anar a Barcelona. Però com que un d'ells va ser Escòcia (la qual no té Comitè Olímpic Nacional) va ser substituïda per Polònia. Els Països Baixos, per la seva banda, jugaren i perderen contra tot pronòstic una repesca enfront d'Austràlia. Els campions oceànics es guanyaren així la plaça d'una manera molt més disputada que quatre anys abans. Al Preolímpic de la CONMEBOL, disputat a Asunción, el conjunt amfitrió es classificà per primer cop per a uns Jocs, juntament amb una Colòmbia que donà molt bona imatge. A la CONCACAF no hi hagué sorpreses, mentre que a Àfrica i Àsia, tot i que cap equip va repetir presència, no hi hagué excessives sorpreses.
D'altra banda, hi hagué absències molt destacades. En primer lloc la de la Unió Soviètica (que hagués participat com a Equip Unificat). Eren els actuals campions olímpics però, a més a més, havien pujat al podi en les seves darreres quatre participacions, tenint en compte el boicot de Los Angeles. La selecció italiana els havia eliminat en les rondes prèvies per a després substituir els soviètics com a campions d'Europa de la categoria. El futbol també es va ressentir de la desaparició dels altres dos Comitès Nacionals amb prou d'importància a les competicions olímpiques: l'Alemanya Democràtica i Iugoslàvia. A les eliminatòries sud-americanes el Brasil, finalista a les dues darreres edicions, i l'Argentina no varen arribar ni tan sols a la ronda final del Preolímpic. Zàmbia, que tan bones sensacions va donar a Seül, va ser exclosa de la competició. Finalment, la Guerra del Golf va impedir la participació en les eliminatòries de la selecció d'Iraq. Malgrat ser un equip molt menys conegut, havia estat l'únic en participar en les tres darreres cites olímpiques.
| Futbol Masculí             | Data                                    | Places | Classificat                           |
| -------------------------- | --------------------------------------- | ------ | ------------------------------------- |
| País amfitrió              | -                                       | 1      | Espanya                               |
| Preolímpic de la AFC       | -                                       | 3      | Qatar · Kuwait · Corea del Sud        |
| Preolímpic de la CAF       | -                                       | 3      | Egipte · Ghana · Marroc               |
| Preolímpic de la CONCACAF  | -                                       | 2      | Estats Units · Mèxic                  |
| Preolímpic de la CONMEBOL  | 31 de gener - 16 de febrer de 1992      | 2      | Paraguai · Colòmbia                   |
| Preolímpic de la OFC       | -                                       | 1      | Austràlia                             |
| Campionat Sub-21 UEFA 1992 | 29 de maig de 1990 - 25 de març de 1992 | 4      | Dinamarca · Itàlia · Polònia · Suècia |
| TOTAL                      |                                         | 16     |                                       |

## Resultats
Amb la nova normativa, els pronòstics eren prou arriscats per la manca de referències. En principi, els grans favorits eren l'equip amfitrió, Itàlia, campiona d'Europa sub-21, i Colòmbia, la qual va fer una gran fase de classificació. En un segon terme, quedaven Ghana, Dinamarca i Suècia. els africans presentaven cinc campions del món juvenils, mentre que els danesos cap dels campions d'Europa. Els varegs presentaren probablement l'equip amb més nivell internacional, on jugaven Tomas Brolin, Patrik Andersson, Joachim Björklund o Håkan Mild, tots internacionals absoluts.
Un cop començada la competició, ràpidament destacaren Espanya i Polònia. Els amfitrions golejaren al primer partit Colòmbia i no baixaren mai el seu nivell. Toni Jiménez no va encaixar cap gol fins a l'últim partit, gràcies, en bona part, a la solidesa defensiva de l'internacional absolut i capità Solozabal. Amb un gol del llavors conegut com a Quico, eliminaren a Itàlia als quarts de final. Els polonesos derrotaren amb claredat Itàlia en la fase de grups i destacaren per la seva capacitat golejadora, amb una davantera formada per Wojciech Kowalczyk i Andrzej Juskowiak, posteriorment màxim golejador del torneig. A tan sols un gol del ponés es quedà Kwame Ayew, germà de Abédi Pelé. Dugué igualment a Ghana a les semifinals després de ser priomer en el grup més igualat i imposar-se a Paraguai en la pròrroga. Austràlia, que es classificà per als quarts en golejar Dinamarca en la tercera jornada, completà la lluita per les medalles. Va eliminar sorprenentment als quarts de final a una Suècia que realitza un bon futbol a la competició.
Les dues semifinals es decidiren amb claredat, especialment amb la golejada de Polònia a Austràlia. Encara que havien arribat de rebot als Jocs, però els polonesos eren a la final juntament amb els amfitrions. El Camp Nou, ple de gom a gom, veia jugar a la selecció espanyola una dècada després. La lògica s'imposà i l'únic favorit que arribà a les rondes finals es proclamà campió olímpic. A banda dels esmentats, destacaren l'equip guanyador els barcelonistes Ferrer i Guardiola i el davanter Alfonso. Això sí, per tal de guanyar l'or hagueren de remuntar el resultat i amb gol Quico, tercer màxim golejador de la competició, en el minut 90.

### Primera ronda

#### Grup A
| Equip        | Pts | PJ | PG | PE | PP | GF | GC | DG |
| ------------ | --- | -- | -- | -- | -- | -- | -- | -- |
| Polònia      | 5   | 3  | 2  | 1  | 0  | 7  | 2  | +5 |
| Itàlia       | 4   | 3  | 2  | 0  | 1  | 3  | 4  | -1 |
| Estats Units | 3   | 3  | 1  | 1  | 1  | 6  | 5  | +1 |
| Kuwait       | 0   | 3  | 0  | 0  | 3  | 1  | 6  | -5 |

| Itàlia                    | 2–1   | Estats Units |
| ------------------------- | ----- | ------------ |
| Melli 15' · Albertini 22' | Resum | Moore 65'    |

 Camp Nou (Barcelona)

Assistència: 18.000

Àribitre: Manuel Díaz Vega (ESP)        
| Polònia           | 2–0   | Kuwait |
| ----------------- | ----- | ------ |
| Juskowiak 7', 80' | Resum |        |

 La Romareda (Saragossa)

Assistència: 2.000

Àribitre: Juan Francisco Escobar (PAR)        
| Estats Units                     | 3–1   | Kuwait         |
| -------------------------------- | ----- | -------------- |
| Brose 56' · Lagos 79' · Snow 85' | Resum | Al-Hadiyah 16' |

 La Romareda (Saragossa)

Assistència: 4.500

Àribitre: Lim Kee Chong (MRI)        
| Itàlia | 0–3   | Polònia                                     |
| ------ | ----- | ------------------------------------------- |
|        | Resum | Juskowiak 5' · Staniek 48' · Mielcarski 90' |

 Sarrià (Barcelona)

Assistència: 15.000

Àribitre: Philip Don (ANG)        
| Estats Units         | 2–2   | Polònia                       |
| -------------------- | ----- | ----------------------------- |
| Imler 20' · Snow 85' | Resum | Koźmiński 31' · Juskowiak 40' |

 La Romareda (Saragossa)

Assistència: 3.000

Àribitre: Lim Kee Chong (MRI)        
| Itàlia    | 1–0   | Kuwait |
| --------- | ----- | ------ |
| Melli 10' | Resum |        |

 Sarrià (Barcelona)

Assistència: 8.000

Àribitre: Arturo Brizio Carter (MEX)        

#### Grup B
| Equip    | Pts | PJ | PG | PE | PP | GF | GC | DG |
| -------- | --- | -- | -- | -- | -- | -- | -- | -- |
| Espanya  | 6   | 3  | 3  | 0  | 0  | 8  | 0  | +8 |
| Qatar    | 3   | 3  | 1  | 1  | 1  | 2  | 3  | -1 |
| Egipte   | 2   | 3  | 1  | 0  | 2  | 4  | 6  | -2 |
| Colòmbia | 1   | 3  | 0  | 1  | 2  | 4  | 9  | -5 |

| Espanya                                                   | 4–0   | Colòmbia |
| --------------------------------------------------------- | ----- | -------- |
| Guardiola 10' · Quico 37' · Berges 41' · Luis Enrique 69' | Resum |          |

 Luis Casanova (València)

Assistència: 18.000

Àrbitre: Markus Merk (ALE)        
| Egipte | 0–1   | Qatar         |
| ------ | ----- | ------------- |
|        | Resum | Noorallah 74' |

 Nova Creu Alta (Sabadell)

Assistència: 2.000

Àrbitre: Philip Don (ANG)        
| Espanya                   | 2–0   | Egipte |
| ------------------------- | ----- | ------ |
| Solozábal 56' · Soler 72' | Resum |        |

 Luis Casanova (València)

Assistència: 15.000

Àrbitre: Marcio Rezende de Freitas (BRA)        
| Colòmbia        | 1–1   | Qatar    |
| --------------- | ----- | -------- |
| Aristizábal 62' | Resum | Souf 89' |

 Nova Creu Alta (Sabadell)

Assistència: 2.000

Àrbitre: Arturo Brizio Carter (MEX)        
| Espanya                 | 2–0   | Qatar |
| ----------------------- | ----- | ----- |
| Alfonso 40' · Quico 80' | Resum |       |

 Luis Casanova (València)

Assistència: 19.300

Àrbitre: Arturo Angeles (USA)        
| Colòmbia                      | 3–4   | Egipte                                           |
| ----------------------------- | ----- | ------------------------------------------------ |
| Gaviria 9', 84' · Pacheco 14' | Resum | Abdelrazik 27' · El-Masry 47' · Khashba 91', 94' |

 Nova Creu Alta (Sabadell)

Assistència: 4.500

Àrbitre: Ali Bujsaim (UEA)        

#### Group C
| Equip         | Pts | PJ | PG | PE | PP | GF | GC | DG |
| ------------- | --- | -- | -- | -- | -- | -- | -- | -- |
| Suècia        | 4   | 3  | 1  | 2  | 0  | 5  | 1  | +4 |
| Paraguai      | 4   | 3  | 1  | 2  | 0  | 3  | 1  | +2 |
| Corea del Sud | 3   | 3  | 0  | 3  | 0  | 2  | 2  | 0  |
| Marroc        | 1   | 3  | 0  | 1  | 2  | 2  | 8  | -6 |

| Suècia | 0–0   | Paraguai |
| ------ | ----- | -------- |
|        | Resum |          |

 Sarrià (Barcelona)

Assistència: 15.000

Àribitre: Lube Spassov (BUL)        
| Marroc    | 1–1   | Corea del Sud       |
| --------- | ----- | ------------------- |
| Bahja 64' | Resum | Jung Kwang-Seok 73' |

 Luis Casanova (València)

Assistència: 2.000

Àribitre: Arturo Angeles (USA)        
| Suècia                                    | 4–0   | Marroc |
| ----------------------------------------- | ----- | ------ |
| Brolin 14', 69' · Mild 20' · Rödlund 57'' | Resum |        |

 Nova Creu Alta (Sabadell)

Assistència: 5.000

Àribitre: José Torres Cadena (COL)        
| Paraguai | 0–0   | Corea del Sud |
| -------- | ----- | ------------- |
|          | Resum |               |

 Luis Casanova (València)

Assistència: 2.000

Àribitre: Mohamed Sendid (ALG)        
| Suècia      | 1–1   | Corea del Sud    |
| ----------- | ----- | ---------------- |
| Rödlund 52' | Resum | Seo Jung-Won 28' |

 Sarrià (Barcelona)

Assistència: 12.000

Àribitre: Manuel Díaz Vega (ESP)        
| Paraguai                               | 3–1   | Marroc     |
| -------------------------------------- | ----- | ---------- |
| Arce 43' · Caballero 57' · Gamarra 70' | Resum | Naybet 87' |

 Luis Casanova (València)

Assistència: 2.000

Àribitre: Markus Merk (ALE)        

#### Group D
| Equip     | Pts | PJ | PG | PE | PP | GF | GC | DG |
| --------- | --- | -- | -- | -- | -- | -- | -- | -- |
| Ghana     | 4   | 3  | 1  | 2  | 0  | 4  | 2  | +2 |
| Austràlia | 3   | 3  | 1  | 1  | 1  | 5  | 4  | +1 |
| Mèxic     | 3   | 3  | 0  | 3  | 0  | 3  | 3  | 0  |
| Dinamarca | 2   | 3  | 0  | 2  | 1  | 1  | 4  | -3 |

| Dinamarca   | 1–1   | Mèxic       |
| ----------- | ----- | ----------- |
| Thomsen 85' | Resum | Rottlán 39' |

 La Romareda (Saragossa)

Assistència: 8.000

Àribitre: Fabio Baldas (ITA)        
| Ghana                     | 3–1   | Austràlia  |
| ------------------------- | ----- | ---------- |
| Gargo 12' · Ayew 83', 89' | Resum | Vidmar 91' |

 Nova Creu Alta (Sabadell)

Assistència: 4.000

Àribitre: Ali Bujsaim (UEA)        
| Dinamarca | 0–0   | Ghana |
| --------- | ----- | ----- |
|           | Resum |       |

 La Romareda (Saragossa)

Assistència: 5.000

Àribitre: Juan Francisco Escobar (PAR)        
| Mèxic         | 1–1   | Austràlia     |
| ------------- | ----- | ------------- |
| Castañeda 63' | Resum | Arambasic 20' |

 Sarrià (Barcelona)

Assistència: 10.000

Àribitre: Kiichiro Tachi (JAP)        
| Dinamarca | 0–3   | Austràlia                             |
| --------- | ----- | ------------------------------------- |
|           | Resum | Markovski 32' · Mori 60' · Vidmar 75' |

 La Romareda (Saragossa)

Assistència: 3.000

Àribitre: Fabio Baldas (ITA)        
| Mèxic       | 1–1   | Ghana    |
| ----------- | ----- | -------- |
| Rottlán 30' | Resum | Ayew 79' |

 Nova Creu Alta (Sabadell)

Assistència: 6.000

Àribitre: José Torres Cadena (COL)        

### Ronda final
|  | Quarts de final       | Quarts de final       |                       |           | Semifinals  | Semifinals  |  |  | Final                 | Final |
|  |                       |                       |                       |           |             |             |  |  |                       |       |
|  | 1 d'agost - València  |                       |                       |           |             |             |  |  |                       |       |
|  |                       |                       |                       |           |             |             |  |  |                       |       |
|  | Espanya               | 1                     |                       |           |             |             |  |  |                       |       |
|  | Espanya               | 1                     | 5 d'agost - València  |           |             |             |  |  |                       |       |
|  | Itàlia                | 0                     |                       |           |             |             |  |  |                       |       |
|  | Itàlia                | 0                     | Espanya               | 2         |             |             |  |  |                       |       |
|  | 1 d'agost - Barcelona |                       | Espanya               | 2         |             |             |  |  |                       |       |
|  |                       | Ghana                 | 0                     |           |             |             |  |  |                       |       |
|  | Paraguai              | Ghana                 | 0                     | 2         |             |             |  |  |                       |       |
|  | Paraguai              |                       | 8 d'agost - Barcelona | 2         |             |             |  |  |                       |       |
|  | Ghana                 | 4                     |                       |           |             |             |  |  |                       |       |
|  | Ghana                 | 4                     | Espanya               | 3         |             |             |  |  |                       |       |
|  | 2 d'agost - Saragossa |                       | Espanya               | 3         |             |             |  |  |                       |       |
|  |                       | Polònia               | 2                     |           |             |             |  |  |                       |       |
|  | Polònia               | Polònia               | 2                     | 2         |             |             |  |  |                       |       |
|  | Polònia               | 5 d'agost - Barcelona |                       | 2         |             |             |  |  |                       |       |
|  | Qatar                 | 0                     |                       |           |             |             |  |  |                       |       |
|  | Qatar                 | 0                     | Polònia               | 6         | Tercer lloc | Tercer lloc |  |  |                       |       |
|  | 2 d'agost - Barcelona |                       | Polònia               | 6         | Tercer lloc | Tercer lloc |  |  |                       |       |
|  |                       | Austràlia             | 1                     |           |             |             |  |  |                       |       |
|  | Suècia                | Austràlia             | 1                     | 1         | Ghana       | 1           |  |  |                       |       |
|  | Suècia                |                       |                       | 1         | Ghana       | 1           |  |  |                       |       |
|  | Austràlia             | 2                     |                       | Austràlia | 0           |             |  |  |                       |       |
|  | Austràlia             | 2                     |                       |           | 0           |             |  |  |                       |       |
|  |                       |                       |                       |           |             |             |  |  | 7 d'agost - Barcelona |       |
|  |                       |                       |                       |           |             |             |  |  |                       |       |

#### Quarts de final
| Espanya   | 1–0   | Itàlia |
| --------- | ----- | ------ |
| Quico 38' | Resum |        |

 Luis Casanova (València)

Assistència: 32.000

Àribitre: Marcio Rezende de Freitas (BRA)        
| Polònia                     | 2–0   | Qatar |
| --------------------------- | ----- | ----- |
| Kowalczyk 42' · Jałocha 74' | Resum |       |

 Camp Nou (Barcelona)

Assistència: 25.000

Àribitre: Mohamed Sendid (ALG)        
| Paraguai                           | 2–4 (Prórroga) | Ghana                             |
| ---------------------------------- | -------------- | --------------------------------- |
| Acheampong 78' (p.p.) · Campos 81' | Resum          | Ayew 17', 55', 121' · Rahman 114' |

 La Romareda (Saragossa)

Assistència: 10.000

Àribitre: Ali Bujsaim (UEA)        
| Suècia        | 1–2   | Austràlia                  |
| ------------- | ----- | -------------------------- |
| Andersson 60' | Resum | Markovski 30' · Murphy 53' |

 Camp Nou (Barcelona)

Assistència: 30.000

Àribitre: Arturo Brizio Carter (MEX)        

#### Semifinals
| Espanya                   | 2–0   | Ghana |
| ------------------------- | ----- | ----- |
| Abelardo 25' · Berges 55' | Resum |       |

 Luis Casanova (València)

Assistència: 15.000

Àribitre: Arturo Brizio Carter (MEX)        
| Polònia                                                          | 6–1   | Austràlia |
| ---------------------------------------------------------------- | ----- | --------- |
| Kowalczyk 27', 88' · Juskowiak 43', 52', 78' · Murphy 67' (p.p.) | Resum | Veart 35' |

 Camp Nou (Barcelona)

Assistència: 45.000

Àribitre: Marcio Rezende de Freitas (BRA)        

#### Medalla de Bronze
| Austràlia | 0–1   | Ghana     |
| --------- | ----- | --------- |
|           | Resum | Asare 19' |

 Camp Nou (Barcelona)

Assistència: 15.000

Àribitre: Manuel Díaz Vega (ESP)        

#### Medalla d'Or
| Polònia                     | 2–3   | Espanya                      |
| --------------------------- | ----- | ---------------------------- |
| Kowalczyk 44' · Staniek 76' | Resum | Abelardo 65' · Kiko 72', 90' |

 Camp Nou (Barcelona)

Assistència: 95.000

Àribitre: José Torres Cadena (COL)        

### Classificació final
| Equip | Equip               | Pts | PJ | PG | PE | PP | GF | GC | Dif |
| ----- | ------------------- | --- | -- | -- | -- | -- | -- | -- | --- |
| 1     | Espanya (ESP)       | 12  | 6  | 6  | 0  | 0  | 14 | 2  | +12 |
| 2     | Polònia (POL)       | 9   | 6  | 4  | 1  | 1  | 17 | 6  | +11 |
| 3     | Ghana (GHA)         | 7   | 6  | 2  | 3  | 1  | 9  | 6  | +3  |
| 4     | Austràlia (AUS)     | 5   | 6  | 2  | 1  | 3  | 8  | 12 | -4  |
| 5     | Paraguai (PAR)      | 5   | 4  | 1  | 3  | 0  | 2  | 2  | 0   |
| 6     | Suècia (SWE)        | 4   | 4  | 1  | 2  | 1  | 6  | 9  | +3  |
| 7     | Itàlia (ITA)        | 4   | 4  | 2  | 0  | 2  | 3  | 5  | -2  |
| 8     | Qatar (QTR)         | 3   | 4  | 1  | 1  | 2  | 2  | 5  | -3  |
| 9     | Estats Units (USA)  | 3   | 3  | 1  | 1  | 1  | 6  | 5  | +1  |
| 10    | Mèxic (MEX)         | 3   | 3  | 0  | 3  | 0  | 3  | 3  | 0   |
| 11    | Corea del Sud (KOR) | 3   | 3  | 0  | 3  | 0  | 2  | 2  | 0   |
| 12    | Egipte (EGY)        | 2   | 3  | 1  | 0  | 2  | 4  | 6  | -2  |
| 13    | Dinamarca (DEN)     | 2   | 3  | 0  | 2  | 1  | 1  | 4  | -3  |
| 14    | Colòmbia (COL)      | 1   | 3  | 0  | 1  | 2  | 4  | 9  | -5  |
| 15    | Marroc (MOR)        | 1   | 3  | 0  | 1  | 2  | 2  | 8  | -6  |
| 16    | Kuwait (KUW)        | 0   | 3  | 0  | 0  | 3  | 1  | 6  | -5  |